# Кубок німецької ліги з футболу
Кубок німецької ліги (нім. DFL-Ligapokal) — змагання за системою на вибування для німецьких футбольних клубів, яке розігрувалося в 1972-73 та 1996—2007 роках, і передував сезону Бундесліги. За початковим форматом в змаганні брали участь перші п'ять команд минулого розіграшу чемпіонату Німеччини та володар Кубка Німеччини минулого сезону. Кубок став називатися «Premiere-Ligapokal» в 2005 році, коли телевізійна компанія «Premiere» викупила права на показ матчів і стала офіційним спонсором змагання. В 2008 році Кубок ліги не проводився, через зміщення графіку у зв'язку з іграми чемпіонату Європи. На заміну йому 23 червня було зіграно матч за Суперкубок. 2009 року футбольна асоціація Німеччини ухвалила рішення скасувати це змагання.

## Формат турніру
Кубок ліги розігрувався між шістьма командами: першою четвіркою минулого розіграшу Бундесліги, володарем Кубка Німеччини та переможцем Другої Бундесліги. В разі коли чемпіон Німеччини водночас є володарем кубку країни, число команд з Бундесліги зростає до п'яти.
Турнір проводився за олімпійською системою в три раунди (по два матчі в перших двох раундах та одноматчевий фінал). Поточний чемпіон Німеччини та володар кубка починали змагання з другого туру. Якщо чемпіон країни був водночас і володарем кубку — перший тур пропускала друга команда Бундесліги. Тобто в першому і другому раундах дві пари команд в одноматчевому протистоянні вирішували, хто з них пройде до наступного етапу. Матчі першого раунду та фінал проводилися на нейтральному полі. У півфіналах чемпіон країни та володар кубку грали на своєму полі. В разі якщо за 90 хвилин матчу переможець не був виявлений, назначалася серія пенальті.

## Історія
Вперше Кубок ліги був розіграний у сезоні 1972-73, в ньому брали участь 32 команди. Через 13 в 1986—1996 роках став проводитися аналогічний Кубку ліги короткий неофіційний Кубок Fuji. Після цього в 1996 році Кубок ліги був заснований заново і став проводитися замість Суперкубка. У 2007 році місце п'ятої команди Бундесліги зайняв переможець другої Бундесліги «Карлсруе». Останній розіграш під такою назвою відбувся в 2007 році, його переможцем стала мюнхенська «Баварія».

## Фінали
| Сезон   | Переможець | Рахунок | Фіналіст     | Поле                       |
| ------- | ---------- | ------- | ------------ | -------------------------- |
| 1972–73 | Гамбург    | 2–0     | Боруссія (М) | Фолькспаркштадіон, Гамбург |
| 1997    | Баварія    | 2–0     | Штутгарт     | БайАрена, Леверкузен       |
| 1998    | Баварія    | 4–0     | Штутгарт     | БайАрена, Леверкузен       |
| 1999    | Баварія    | 2–1     | Вердер       | БайАрена, Леверкузен       |
| 2000    | Баварія    | 5–1     | Герта        | БайАрена, Леверкузен       |
| 2001    | Герта      | 4–1     | Шальке 04    | Карл-Бенц-Штадіон, Мангайм |
| 2002    | Герта      | 4–1     | Шальке 04    | Рурштадіон, Бохум          |
| 2003    | Гамбург    | 4–2     | Боруссія (Д) | Брюхвегштадіон, Майнц      |
| 2004    | Баварія    | 3–2     | Вердер       | Брюхвегштадіон, Майнц      |
| 2005    | Шальке 04  | 1–0     | Штутгарт     | Централштадіон, Лейпциг    |
| 2006    | Вердер     | 2–0     | Баварія      | Централштадіон, Лейпциг    |
| 2007    | Баварія    | 1–0     | Шальке 04    | Централштадіон, Лейпциг    |

## Перемоги за командами
| Команда      | Перемог | Фіналів | Роки перемог                       | Роки поразок     |
| ------------ | ------- | ------- | ---------------------------------- | ---------------- |
| Баварія      | 6       | 1       | 1997, 1998, 1999, 2000, 2004, 2007 | 2006             |
| Герта        | 2       | 1       | 2001, 2002                         | 2000             |
| Гамбург      | 2       | 0       | 1972–73, 2003                      | –                |
| Шальке 04    | 1       | 3       | 2005                               | 2001, 2002, 2007 |
| Вердер       | 1       | 2       | 2006                               | 1999, 2004       |
| Штутгарт     | 0       | 3       | –                                  | 1997, 1998, 2005 |
| Боруссія (М) | 0       | 1       | –                                  | 1972–73          |
| Боруссія (Д) | 0       | 1       | –                                  | 2003             |